# Caso causal
El caso causal o causativo (abreviado CAUS), es un caso gramatical que indica que el sustantivo marcado es la causa o razón de algo. Por ejemplo, en euskera se utiliza la terminación -arengatik para el singular y -engatik para el plural. 

## Húngaro
| -ért-                                          |
| Hálás lesz\|ek ért\|e.                         |
| ---------------------------------------------- |
| Agradecido estaré por\|ello.                   |
| Ha meg\|tud\|ják, be_is_csuk\|hat\|ják ért\|e. |
| Si se_enteran, encerrarla\|pueden por\|ello.   |
| -Mi\|ért nem dob\|tad_ki?                      |
| ¿Qué\|por no lo_tiraste?                       |